# Giuseppe Macchi
Giuseppe Macchi, également connu sous le nom de José Macchi (né le 10 juin 1845 à Palestrina - mort le 7 juin 1906 à Lisbonne) est un diplomate et prélat italien  de l'Église catholique, qui a représenté le Saint-Siège au Brésil (en) et au Portugal (en).

## Biographie
Il est ordonné prêtre le 11 avril 1868, dans le diocèse de Palestrina
Il est nommé par le pape Léon XIII comme évêque auxiliaire de Palestrina le 27 février 1880, et est consacré comme évêque titulaire de Gadara (de) le 14 mars, dans la basilique Sant'Apollinare de Rome, par Antonio Saverio De Luca, préfet de la Congrégation pour les Études (it), assisté de Vincenzo Vannutelli, vicaire apostolique de Constantinople et Pietro Facciotti, évêque de Ferentino (en).
Le 9 avril 1889, il démissionne de son poste d'évêque auxiliaire et est élevé à la dignité d'archevêque, recevant l'archidiocèse in partibus infidelium d'Amasea (de). Dès le 12 avril, il est nommé délégué apostolique pour le Pérou (en), la Bolivie (en) et l'Équateur (en), poste qu'il occupe jusqu'au 2 août 1897, date à laquelle il est nommé internonce apostolique au Brésil (en).
Le 14 août 1897, il est transféré à l'archidiocèse de Thessalonique (de) et le 14 février 1901, il devient nonce apostolique. Il reste au Brésil jusqu'au 21 juillet 1902, quand il devient nonce apostolique au Bavière, où il reste jusqu'au 6 janvier 1904, quand il est nommé par le pape Pie X comme nonce apostolique au Portugal (en).
Il arrive à Lisbonne le 25 janvier de la même année et est bien accueilli dans le pays.
Il souffre d'une paralysie labio-glosso-laryngée et meurt finalement le 7 juin 1906 à Lisbonne. Ses funérailles ont lieu le 12 juin dans la chapelle du palais de la nonciature et les services funèbres dans la basilique d'Estrela, d'où ils se rendent au cimetière occidental, où il est enterré.

## Succession apostolique
Giuseppe Macchi a ordonné les évêques suivants :
- Archevêque Manuel Tovar y Chamorro (es) (1891)
- Évêque José María Carpenter Aponte (en) (1891)
- Évêque Juan Antonio Falcón (es) (1893)